# Groote Oosterpolder
De Groote Oosterpolder is een voormalig waterschap in de Nederlandse provincie Groningen.
Het schap lag ter weerszijden van Slochteren in een 300 m brede strook langs het Slochterdiep en de Noorbroeksterweg (noordoostgrens). De zuidoostgrens lag bij het Siepkanaal en de noordwestgrens zo'n 1,5 km ten oosten van de Groenedijk, langs een watergang met de naam de Kromte. Het landgoed van de Fraeylemaborg lag in zijn geheel in het waterschap. De molen stond aan de Groenedijk en sloeg via een korte watergang uit op het Slochterdiep.
Waterstaatkundig gezien ligt het gebied sinds 2000 binnen dat van het waterschap Hunze en Aa's.

## Trivia
De Groote Oosterpolder was kleiner dan de ernaast gelegen Kleine Oosterpolder.